# 指尖战争
《指尖战争》是由Somi開發的一款文字推理遊戲，於2016年7月11日在Steam發佈，後續登陸手機及家用主機平台。遊戲講述一名主人公被囚困在一所監獄中，依據「國土安全局」的指示調查一台手機內的資料。

## 遊戲玩法
《指尖战争》是一款像素風格解密遊戲，玩家扮演的主人公被囚困在一所監獄中，手上只有一台他人的手機。在解開密碼進入手機後，玩家會收到一名自稱「國土安全局」的陌生人來電，對方指示玩家協助調查這台的手機。遊戲界面還原了一台智能手機，玩家的各種操作都在智能手機中進行。遊戲開始時會以短信和來電引導玩家行動，陌生人會要求玩家安裝應用軟件「To do」，隨後在To do上發佈任務。手機上還有社交平台等應用軟件，玩家可以自由訪問各個軟件，收集資料完成任務，遊戲共有12個結局，根據玩家的行為會進入不同結局。

## 開發及發行
Somi是一名韩国釜山的獨立遊戲開發者，他自2014年開始自學Unity製作遊戲。Somi使用業餘時間製作遊戲，一般在每晚11或12點開始，每天投入三個小時製作遊戲。《指尖战争》是他開發的第三款遊戲，用了四個月完成開發。初期專案以小說《天才瑞普利》為原型創作，該版本講述一個殺人犯如何利用死者手機冒充死者和獲取死者的個人資料。2016年3月，韩国通過《反恐法》，容許國家情報院在調查恐怖威脅的情況下，收集民眾的個人資料。反對該法的韓國國會議員在一次演講中引述了科利·多克托罗的小說《小大哥》，Somi受此啟發，以小說為藍本重寫了專案劇情。
Somi沒有為遊戲製作英雄主義結局，他期望玩家能在遊戲中了解什麼是平庸之恶，在遊玩之後會感到「内疚和羞愧」。遊戲支持簡體中文和英文等十二種語言，除了英文和俄文是聘用翻譯負責本地化，其餘均由玩家自行翻譯。如中文版是由indienova的CrapTears主動聯絡Somi，免費為其翻譯和推廣。專案立案之初就打算在手機平台上推出，礙於手機平台推廣成本較高，Somi打算先在Steam發行作品，遊戲獲得一定口碑後再發行手機版。2016年7月11日，遊戲在itch.io和Steam上發佈。由於遊戲尚未通過韩国游戏物管理委员会分級，所以遊戲早期版本並不支持韓文。同年11月14日，遊戲登陸App Store和Google Play。遊戲中文版由發行商indienova負責，同年12月30日在TapTap發佈。遊戲家用主機版由PLAYISM發行，2020年11月7日推出任天堂Switch版，2022年4月5日登陸PlayStation 4、Xbox Series X/S和Xbox One。

## 反響及評價
| 汇总媒体             | 得分   |
| -------------------- | ------ |
| Metacritic           | 53/100 |
| OpenCritic（推荐率） | 33%    |

| 媒体                 | 得分   |
| -------------------- | ------ |
| Digitally Downloaded | [ 15 ] |

| 媒体                  | 奖项                      |
| --------------------- | ------------------------- |
| IndieCade 2016        | 最具感染力奖              |
| 2017年台北國際電玩展  | 最佳獨立遊戲大獎          |
| Indie Stream Fes 2016 | 最佳遊戲設計獎 最佳敘事獎 |
| BIC Festival 2016     | 優秀敘事獎                |

遊戲在Steam發售後獲得極度好評，發售三個月銷量超過五萬份，其中六成銷量來自中國大陸、其次是土耳其。遊戲劇情讓4Gamers、Digitally Downloaded、觸樂和indienova評論員聯想到現實中政府監控民眾的事件，韩国玩家也從一些遊戲劇情中，聯想到韩国修改歷史教科書等現實事件，Somi在一次演講中表示遊戲發生一個虛構的反烏托邦國家，與韩国無關。不過他在Thisisgame的採訪中透露，他在遊戲的一處短信中提及韩国歷史上發生過的保導聯盟事件，他期望玩家在遊玩期間通過搜索引擎去了解這些事件。
觸樂編輯或闪認為遊戲的劇情和演出「十分平淡」，遊戲有嘗試塑造緊張氣氛，但是不夠成功。遊戲結局沒有一個是「大快人心」，顯得很「真实」。indienova編輯CrapTears表示遊戲中玩家與國土安全局周旋，期間不免會順從對方的命令。「当所有人都失去了自己的思想，变成了所谓整体的一部分后，那么每个人也只能算是空有躯壳的复制品罢了」。Digitally Downloaded主編
認為遊戲反極權的主題十分明確，但是缺乏情感共鳴，無法復現奧威爾式的體驗。

## 外部連結
- 官方网站